# Valdemar de Dinamarca (fill de Cristià IX)
Valdemar de Dinamarca (Bernstorff, 27 d'octubre de 1858 - Copenhaguen, 1939) fou Príncep de Dinamarca amb el tractament d'altesa reial. Al llarg de la seva vida se li oferiren els trons de Bulgària i de Noruega els quals refusà per pressions internacionals.
Nascut a la finca que molts anys després ell heretaria, Bernstorff, era fill del rei Cristià IX de Dinamarca i de la princesa Lluïsa de Hessen-Kassel. Net per via paterna del duc Frederic Guillem d'Schleswig-Holstein-Sondenburg-Glücksburg i de la princesa Lluïsa Carolina de Hessen-Kassel i per via materna del príncep Guillem de Hessen-Kassel i de la princesa Carlota de Dinamarca.
Valdemar fou educat al Palau Reial de forma paral·lela amb la seva germana petita, la princesa Thyra de Dinamarca. Les relacions familiars amb les cases reials russes, la seva germana era l'esposa del tsar Alexandre III de Rússia; anglesa, la seva germana era la muller del rei Eduard VII del Regne Unit; i grega, el seu germà era el rei Jordi I de Grècia; possibilitaren que Valdemar viatgés arreu d'Europa i es relacionés amb els cercles de la més selecta reialesa.
El 22 d'octubre de 1885 es casà al Castell d'Eu a (França) amb la princesa Maria d'Orleans, filla del príncep Robert d'Orleans i de la princesa Francesca d'Orleans. La parella s'establí a Copenhaguen i tingueren cinc fills:
- SAR el príncep Aage de Dinamarca, nat a Copenhaguen el 1887 i mort a Taza (Marroc) el 1940. Es casà el 1914 a Torí amb la comtessa Mathilda Calvi dei Conti di Bergolo.
- SAR el príncep Axel de Dinamarca, nat a Copenhaguen el 1888 i mort el 1964. Es casà amb la princesa Margarida de Suècia el 1919 a Estocolm.
- SAR el príncep Eric de Dinamarca, nat a Copenhaguen el 1890 i mort a Copenhaguen el 1950. Es casà amb Lois Frances Booth a Ottawa el 1921.
- SAR el príncep Viggo de Dinamarca, nat a Copenhaguen el 1893 i mort el 1970. Es casà amb Eleanor Margaret Green el 1924 a Nova York.
- SAR la princesa Margarida de Dinamarca, nada el 1895 a la finca de Bernstorff i morta el 1992 a Brodrehoj. Es casà amb el príncep René de Borbó-Parma a Copenhaguen el 1921.

Valdemar realitzà al llarg de la seva vida una llarga i fructífera carrera naval a la Marina danesa. Apassionat del mar i de la navegació encomanà aquesta passió a diferents membres de la família reial entre els quals hi destaca el príncep Jordi de Grècia amb qui mantingué una especial relació.
A Valdemar se li oferí ocupar el tron de Bulgària després de la caiguda del príncep Alexandre de Battenberg però un desacord entre les potències li ho privà. Anys després se li tornà a oferir un tron, aquesta vegada el de Noruega, però ell no l'acceptà i finalment l'ocupà el seu nebot, el príncep Carles de Dinamarca.